# Teorema del massimo trasferimento di potenza
In elettrotecnica, il teorema del massimo trasferimento di potenza afferma che, per ottenere la massima potenza esterna da un generatore con una resistenza interna finita, la resistenza del carico deve essere uguale alla resistenza del generatore vista dai suoi terminali di uscita. Moritz von Jacobi pubblicò il teorema del massimo trasferimento di potenza intorno al 1840; esso viene anche indicato come "legge di Jacobi".
Il teorema comporta il massimo trasferimento di potenza attraverso il circuito e non il massimo rendimento. Se la resistenza del carico è maggiore della resistenza del generatore allora il rendimento è più elevato, poiché viene trasferita al carico una percentuale maggiore della potenza del generatore, ma il valore della potenza sul carico è minore poiché aumenta la resistenza totale del circuito.
Se la resistenza del carico è minore della resistenza del generatore, allora la maggior parte della potenza finisce per essere dissipata nel generatore e, sebbene la potenza totale dissipata sia maggiore, a causa della minore resistenza totale, si scopre che la potenza dissipata nel carico si riduce.
Il teorema stabilisce come scegliere (in modo da massimizzare il trasferimento di potenza) la resistenza del carico, una volta fissata la resistenza del generatore. È un'idea sbagliata comune applicare il teorema nello scenario opposto. Esso non dice come scegliere la resistenza del generatore per una data resistenza del carico. Infatti, la resistenza del generatore che massimizza il trasferimento di potenza da un generatore di tensione è sempre zero, indipendentemente dal valore della resistenza di carico.
Il teorema può essere esteso ai circuiti in corrente alternata che includono componenti reattivi ed afferma che si ha il massimo trasferimento di potenza quando l'impedenza del carico è uguale al complesso coniugato dell'impedenza del generatore.
Nel 2013, è stato dimostrato che i fondamenti matematici del teorema del massimo trasferimento di potenza si applicano anche in altri contesti fisici, quali:
- collisioni meccaniche tra due oggetti,
- condivisione della carica tra due condensatori,
- flusso di liquido tra due cilindri,
- trasmissione e riflessione della luce al confine tra due mezzi.

## Confronto tra massimizzazione del trasferimento di potenza e rendimento in potenza
Inizialmente il teorema venne frainteso (in particolare da Joule)  come se implicasse che un sistema costituito da un motore elettrico alimentato da una batteria non potesse avere un rendimento superiore al 50% poiché, una volta che le impedenze siano state adattate, la potenza dissipata sotto forma di calore nella batteria dovrebbe essere sempre uguale alla potenza erogata al motore. 
Nel 1880 venne dimostrato che tale assunzione era falsa da Edison o dal suo collega Francis Robbins Upton, che compresero che il massimo rendimento non è la stessa cosa del massimo trasferimento di potenza.
Allo scopo di ottenere il massimo rendimento, la resistenza del generatore (una batteria o una dinamo) può essere (o deve essere) resa la più vicina possibile allo zero. Una volta compreso ciò, essi ottennero un rendimento di circa il 90% e dimostrarono che motore elettrico rappresentava una pratica alternativa al motore termico.
La condizione di massimo trasferimento di potenza non si traduce in massimo rendimento. 
Se definiamo il rendimento {\displaystyle \eta } come il rapporto tra la potenza dissipata dal carico, {\displaystyle R_{L}}, e la potenza erogata dal generatore, {\displaystyle V_{S}}, allora è semplice calcolare dallo schema del circuito di sopra che:
{\displaystyle \eta ={\frac {R_{\mathrm {L} }}{R_{\mathrm {L} }+R_{\mathrm {S} }}}={\frac {1}{1+R_{\mathrm {S} }/R_{\mathrm {L} }}}.}
Consideriamo tre casi particolari:
- Se {\displaystyle R_{\mathrm {L} }=R_{\mathrm {S} }}, allora {\displaystyle \eta =0.5,}
- Se {\displaystyle R_{\mathrm {L} }\to \infty } oppure {\displaystyle R_{\mathrm {S} }=0,} allora {\displaystyle \eta =1,}
- Se {\displaystyle R_{\mathrm {L} }=0}, allora {\displaystyle \eta =0.}

Il rendimento è del 50% solo quando si ottiene il massimo trasferimento di potenza, ma tende al 100% quando la resistenza del carico tende a infinito, sebbene il livello di potenza totale tenda verso lo zero. 
Il rendimento tende al 100% anche se la resistenza del generatore tende a zero, mentre tende allo 0% se la resistenza del carico tende a zero. Nel secondo caso, tutta la potenza viene assorbita all'interno del generatore (a meno che anche il generatore sia privo di resistenza), dato che la potenza dissipata in un cortocircuito è zero.

## Adattamento di impedenza
Un concetto correlato è l'adattamento di impedenza senza riflessioni.
In radiofrequenza con le linee di trasmissione ed altri dispositivi elettronici è spesso richiesto di adattare l'impedenza del generatore (presso il trasmettitore) all'impedenza del carico (come un'antenna) 
per evitare riflessioni nella linea di trasmissione che potrebbero sovraccaricare o danneggiare il trasmettitore.

## Dimostrazione basata sul calcolo per circuiti puramente resistivi
(Consultare Cartwright per una dimostrazione non basata sul calcolo)
Nello schema a fianco, fissate la tensione {\displaystyle V} del generatore e la resistenza {\displaystyle R_{S}}, la potenza viene trasferita dal generatore a un carico con resistenza {\displaystyle R_{L}} e ciò si traduce in una corrente {\displaystyle I}. Per la legge di Ohm, {\displaystyle I} è data semplicemente dalla tensione del generatore divisa per la resistenza totale del circuito:
{\displaystyle I={\frac {V}{R_{\mathrm {S} }+R_{\mathrm {L} }}}.}
La potenza {\displaystyle P_{L}} dissipata nel carico è data dal quadrato della corrente moltiplicata per la resistenza:
{\displaystyle P_{\mathrm {L} }=I^{2}R_{\mathrm {L} }=\left({\frac {V}{R_{\mathrm {S} }+R_{\mathrm {L} }}}\right)^{2}R_{\mathrm {L} }={\frac {V^{2}}{R_{\mathrm {S} }^{2}/R_{\mathrm {L} }+2R_{\mathrm {S} }+R_{\mathrm {L} }}}.}
Il valore di {\displaystyle R_{L}} per il quale questa espressione ha un massimo potrebbe essere calcolato derivandola, ma è più facile calcolare il valore di {\displaystyle R_{L}} per cui ha un minimo il denominatore
{\displaystyle R_{\mathrm {S} }^{2}/R_{\mathrm {L} }+2R_{\mathrm {S} }+R_{\mathrm {L} }\ .}
Il risultato sarà lo stesso in entrambi i casi. Derivando il denominatore rispetto a {\displaystyle R_{L}}:
{\displaystyle {\frac {d}{dR_{\mathrm {L} }}}\left(R_{\mathrm {S} }^{2}/R_{\mathrm {L} }+2R_{\mathrm {S} }+R_{\mathrm {L} }\right)=-R_{\mathrm {S} }^{2}/R_{\mathrm {L} }^{2}+1.}
Nei punti di massimo o di minimo, la derivata prima è zero, dunque:
{\displaystyle R_{\mathrm {S} }^{2}/R_{\mathrm {L} }^{2}=1}
o
{\displaystyle R_{\mathrm {L} }=\pm R_{\mathrm {S} }.}
Nella pratica, nei circuiti resistivi {\displaystyle R_{S}} ed {\displaystyle R_{L}} sono entrambi positivi, pertanto in quanto scritto sopra la soluzione corretta si ottiene con il segno positivo. 
Per scoprire se questa soluzione è un minimo o un massimo, l'espressione del denominatore viene nuovamente derivata:
{\displaystyle {{d^{2}} \over {dR_{\mathrm {L} }^{2}}}\left({R_{\mathrm {S} }^{2}/R_{\mathrm {L} }+2R_{\mathrm {S} }+R_{\mathrm {L} }}\right)={2R_{\mathrm {S} }^{2}}/{R_{\mathrm {L} }^{3}}.\,\!}
Quest'espressione è sempre positiva per valori positivi di {\displaystyle R_{S}\,\!} ed {\displaystyle R_{L}\,\!}, il che dimostra che il denominatore ha un minimo e, perciò, la potenza ha un massimo, quando
{\displaystyle R_{\mathrm {S} }=R_{\mathrm {L} }.\,\!}

La dimostrazione appena vista assume che la resistenza del generatore {\displaystyle R_{S}\,\!} sia fissata. Quando la resistenza del generatore può essere variata, la potenza trasferita al carico può essere incrementata riducendo {\displaystyle R_{S}\,\!}. Per esempio, un generatore da 100 Volt con una {\displaystyle R_{S}\,\!} di {\displaystyle 10~\Omega } erogherà 250 watt di potenza ad un carico di {\displaystyle 10~\Omega }; riducendo {\displaystyle R_{S}\,\!} a {\displaystyle 0~\Omega } si aumenta la potenza erogata a 1000 watt.
Si noti che ciò dimostra che il massimo trasferimento di potenza può essere interpretato anche come il caso in cui la tensione sul carico è uguale alla metà della tensione equivalente di Thevenin del generatore.

## Nei circuiti reattivi
Il teorema del massimo trasferimento di potenza si applica anche quando il generatore e/o il carico non sono puramente resistivi. 
Un'estensione del teorema del massimo trasferimento di potenza afferma che eventuali componenti reattive del generatore e del carico devono avere la stessa grandezza (in valore assoluto) ma segno opposto. (Vedere sotto per la dimostrazione.)
- Ciò significa che le impedenze del generatore e del carico devono essere complesse coniugate tra loro.
- Nel caso di circuiti puramente resistivi, le due impedenze (che in tal caso sono numeri reali) devono essere uguali e ci si riconduce ai concetti esposti in precedenza.

I generatori e i carichi realizzabili fisicamente, di solito, non sono puramente resistivi, avendo delle componenti induttive o capacitive, pertanto le applicazioni pratiche di questo teorema, sotto il nome di adattamento di impedenza, con impedenze complesse coniugate, di fatto, sono necessarie.
Se il generatore è totalmente induttivo (capacitivo), allora un carico totalmente capacitivo (induttivo), in assenza di perdite resistive, riceverà il 100% dell'energia dal generatore, ma rimandandola indietro dopo un quarto di periodo.
Il circuito risultante non è altro che un circuito LC risonante in cui l'energia continua ad oscillare fluendo avanti e indietro. Questa oscillazione corrisponde alla potenza reattiva. 
La correzione con il fattore di potenza (dove una reattanza induttiva è utilizzata per "bilanciarne" una capacitiva) è essenzialmente la stessa idea dell'adattamento con un'impedenza coniugata, sebbene venga attuato per ragioni completamente diverse.
Per un fissato generatore reattivo , il teorema del massimo trasferimento di potenza massimizza la potenza reale (P) erogata al carico adattando l'impedenza del carico in modo che sia complessa coniugata rispetto a quella del generatore.
Per un fissato carico reattivo , la correzione con il fattore di potenza minimizza la potenza apparente (S) (e la corrente non necessaria) trasportata dalle linee di trasmissione, pur mantenendo lo stesso valore di potenza reale trasferita. 
Ciò viene fatto aggiungendo una reattanza al carico per bilanciare la sua stessa reattanza, cambiando l'impedenza del carico reattivo in un'impedenza resistiva.

### Dimostrazione
In questo schema, la potenza in corrente alternata viene trasferita dal generatore, con modulo del fasore della tensione uguale a un certo valore {\displaystyle |V_{\text{S}}|} (picco positivo della tensione) e impedenza del generatore fissata {\displaystyle Z_{\text{S}}} (S sta per source cioè generatore), al carico con impedenza {\displaystyle Z_{\text{L}}} (L sta per  load cioè carico), il che fa sì che il fasore della corrente abbia modulo (positivo) uguale a un certo valore {\displaystyle |I|}. Questo modulo {\displaystyle |I|} si ottiene dividendo il modulo della tensione del generatore per il modulo dell'impedenza totale del circuito:
{\displaystyle |I|={|V_{\text{S}}| \over |Z_{\text{S}}+Z_{\text{L}}|}.}
La potenza media {\displaystyle P_{\text{L}}} dissipata nel carico è data dal quadrato della corrente moltiplicata per la componente resistiva (parte reale) {\displaystyle R_{\text{L}}} dell'impedenza del carico {\displaystyle Z_{\text{L}}}:
{\displaystyle {\begin{aligned}P_{\text{L}}&=I_{\text{rms}}^{2}R_{\text{L}}={1 \over 2}|I|^{2}R_{\text{L}}\\&={1 \over 2}\left({|V_{\text{S}}| \over |Z_{\text{S}}+Z_{\text{L}}|}\right)^{2}R_{\text{L}}={1 \over 2}{|V_{\text{S}}|^{2}R_{\text{L}} \over (R_{\text{S}}+R_{\text{L}})^{2}+(X_{\text{S}}+X_{\text{L}})^{2}},\end{aligned}}}
dove {\displaystyle R_{\text{S}}} ed {\displaystyle R_{\text{L}}} indicano le resistanze, cioè le parti reali, mentre {\displaystyle X_{\text{S}}} ed {\displaystyle X_{\text{L}}} indicano le reattanze, cioè le parti immaginarie, rispettivamente dell'impedenza del generatore e di quella del carico,  {\displaystyle Z_{\text{S}}} e {\displaystyle Z_{\text{L}}}.
Per definire, per una data tensione {\displaystyle V_{\text{S}}} e per una data impedenza {\displaystyle Z_{\text{S}}} del generatore, il valore dell'impedenza del carico {\displaystyle Z_{\text{L}},} per cui questa espressione della potenza ha un massimo, per prima cosa, per ogni valore positivo fissato di {\displaystyle R_{\text{L}}}, si trova il valore del termine reattivo {\displaystyle X_{\text{L}}} per cui il denominatore
{\displaystyle (R_{\text{S}}+R_{\text{L}})^{2}+(X_{\text{S}}+X_{\text{L}})^{2}\,}
ha un minimo. Poiché la reattanze possono essere negative, ciò è ottenuto adattando la reattanza del carico a
{\displaystyle X_{\text{L}}=-X_{\text{S}}.}
Ciò riduce l'equazione scritta sopra a:
{\displaystyle P_{\text{L}}={\frac {1}{2}}{\frac {|V_{\text{S}}|^{2}R_{\text{L}}}{(R_{\text{S}}+R_{\text{L}})^{2}}}}
e resta da trovare il valore di {\displaystyle R_{\text{L}}} che massimizza questa espressione. Questo problema si presenta nella stessa forma del caso puramente resistivo e la condizione di massimizzazione, perciò, è {\displaystyle R_{\text{L}}=R_{\text{S}}.}
Le due condizioni di massimizzazione
- {\displaystyle R_{\text{L}}=R_{\text{S}}}
- {\displaystyle X_{\text{L}}=-X_{\text{S}}}

descrivono il complesso coniugato dell'impedenza del generatore, indicata con {\displaystyle ^{*},} e quindi possono essere combinate scrivendole, in modo più conciso, come:
{\displaystyle Z_{\text{L}}=Z_{\text{S}}^{*}.}